# Ханс Лудвиг фон Щауфен
Ханс Лудвиг фон Щауфен (на немски: Hans Ludwig Freiherr von Staufen; † сл. 1541) е фрайхер на Щауфен (Хоенщауфен) при Гьопинген в Баден-Вюртемберг. Той е 1537 г. фогт на Хабсбургите на манастир „Св. Трудперт“ в Южен Шварцвалд. 
Той е син на фрайхер Лев (Лео) фон Щауфен († 1521/17 юли 1522) и Елизабет фон Фраунберг фон Хааг, дъщеря на граф Зигмунд Фраунберг цум Хааг († 1521, Виена) и Маргарета фон Айхперг († 1506). Внук е на Трудперт фон Щауфен († 1488/1489) и графиня Анна фон Фюрстенберг († sl. 1469/1487), внучка на граф Хайнрих V фон Фюрстенберг († 1441), дъщеря на граф Ханс/Йохан II фон Фюрстенберг-Гайзинген († 30 март 1443, убит в турнир във Фюрстенберг с Вернер цу Цимерн) и Анна фон Кирхберг († 1478/1487). Правнук е на фрайхер Бертолд фон Щауфен († 1448/1451) и Гизела Малтерер († 1442/1450). Потомък е на Готфрид фон Щауфен († сл. 1152).
Брат е на фрайхер Антон фон Щауфен († 1566), женен на 23 февруари 1547 г. във Валденбург за графиня Anna Ванделабра фон Хоенлое-Валденбург (* 1532; † сл. 1568/1570), и на Кристоф фон Щауфен, женен 1506 г. за Агнес фон Лупфен († сл. 1550). Сестра му фрайин Ерентраут фон Щауфен († 1531) се омъжва 1495 г./ пр. 22 май 1520 г. за граф Кристоф фон Неленбург-Тенген († 1539).
Със смъртта на син му Георг Лео фон Щауфен мъжката линия на рода измира през 1602 г.

## Фамилия
Ханс Лудвиг фон Щауфен се жени пр. 12 декември 1541 г. за Анна фон Фалкенщайн († 14 декември 1558), вдовица на Ханс Георг фон Бодман († 8 февруари 1533), дъщеря на фрайхер Зигмунд фон Фалкенщайн († 1533) и Вероника фон Емс († 1533/1554). Те имат шест деца:
- Георг Лео фон Щауфен († 1602), женен за Маргарета фон Валдбург
- Готфрид фон Щауфен
- Анна Мария фон Щауфен, омъжена за Рудолф I фон Хелфенщайн
- Юстина фон Щауфен († 7 януари 1626), омъжена I. на 22 септември 1579 г. в Щауфен за фрайхер Конрад X фон Бойнебург цу Бемелберг и Хоенбург († 16 април 1591), II. 1593 г. за фрайхер Марквард фон Кьонигсег-Аулендорф († 27 август 1626)
- Барбара фон Щауфен, омъжена за Рудодобив фон Зулц
- (Йохана) Хелена фон Щауфен